# 吴仓堡镇
吴仓堡镇，是中华人民共和国陕西省延安市吴起县下辖的一个乡镇级行政单位。
2015年，陕西省民政厅批复同意撤销吴仓堡乡，设立吴仓堡镇。

## 行政区划
吴仓堡镇下辖以下地区：
吴仓堡村、玉皇庙村、雷子涧村、黄砭村、乱石头村、王元沟村、冰草沟村、庙咀村、油房村、党畔村、丈方台村、张崾岘村、韩沟门村、周官村和刘堡村。